# Zelfportret (Carel Fabritius)
Zelfportret is een schilderij van Carel Fabritius uit circa 1647-1648. Hij maakte het kort nadat hij jarenlang intensief met Rembrandt had samengewerkt. Hij woonde sinds 1643 weer in zijn geboortedorp Middenbeemster, maar waarschijnlijk is hij ook daarna nog regelmatig actief geweest in het Amsterdamse atelier van Rembrandt.

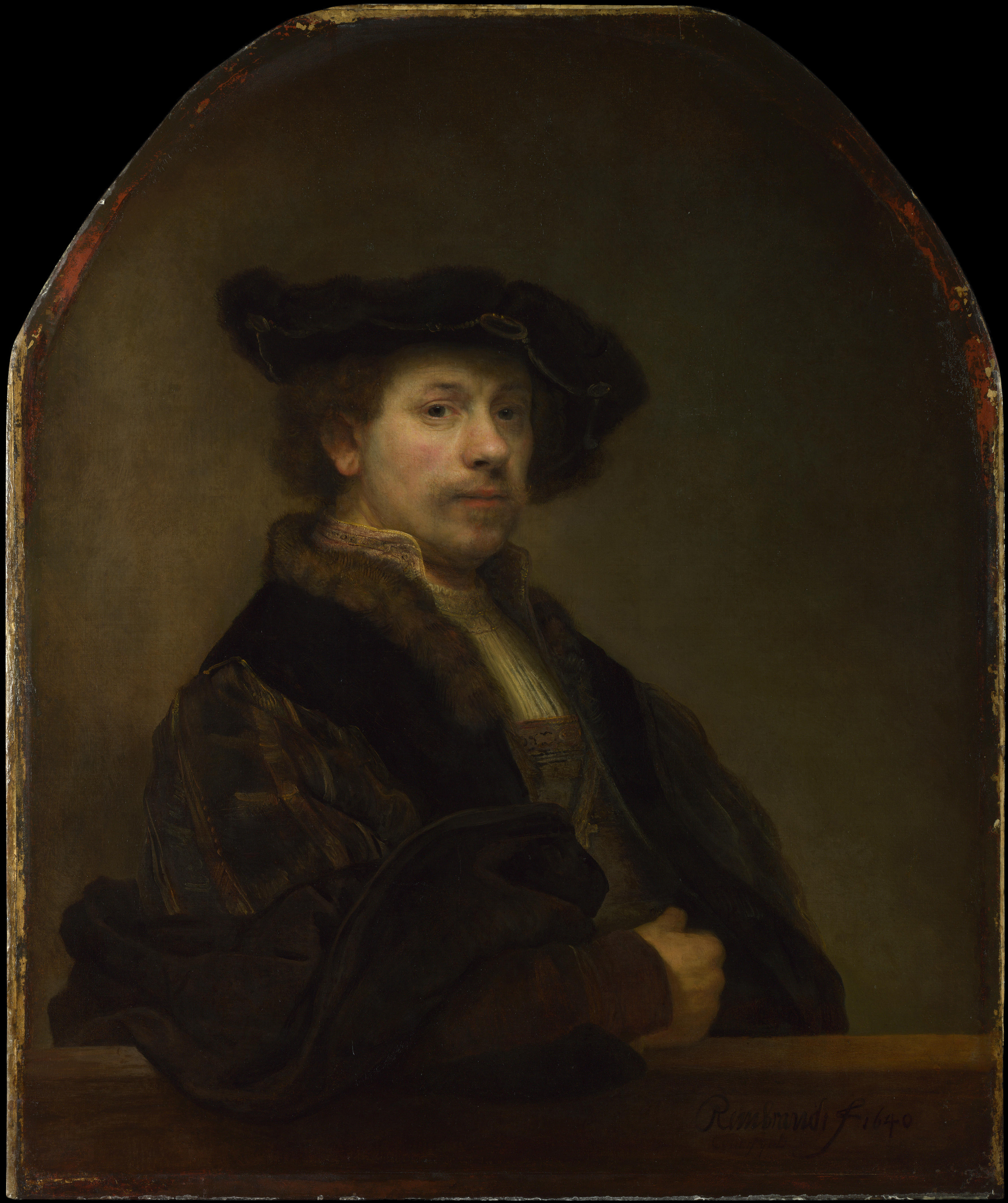
Rembrandt, Zelfportret op 34-jarige leeftijd, 1640, National Gallery, Londen

Tot 1985 was de kennis van het vroege werk van Fabritius beperkt tot drie schilderijen: De opwekking van Lazarus, het Portret van Abraham de Potter en deze 'tronie'. Hierdoor was het lastig om de positie van dit niet-gedateerde schilderij in Fabritius' oeuvre te bepalen. Daar kwam nog bij het Portret van Abraham de Potter lange tijd van een verkeerd jaartal was voorzien (1640 in plaats van 1649). In 1981 dacht Fabritius-biograaf Christopher Brown nog dat het zelfportret na het portret van Abraham de Potter was ontstaan, maar sindsdien is er een beter beeld ontstaan van het werk dat Fabritius in zijn Rembrandt-tijd maakte. De stijl en de sfeer  lijken meer aan te sluiten bij de warme kleuren van bijvoorbeeld Mercurius en Argus dan bij zijn latere Delftse werk, waar het heldere licht overheerst. Het "proto-romantische" zelfportret is wel omschreven als een originele, eigenzinnige en bijna nonchalante versie van Rembrandts Zelfportret op 34-jarige leeftijd uit 1640, waarin zijn leermeester de competitie aanging met Rafaël en Titiaan.
Een van de grootste fans van het schilderij was Vincent van Gogh. In 1881 ging hij naar Rotterdam om de "kop van Fabritius" te zien, waar hij jaren later nog over schreef dat het behoorde tot "een bijzondere categorie waarin het portret van een menselijk wezen verandert in iets onvoorstelbaar stralends en troostends". Overigens was toen nog niet bekend dat de man op het schilderij waarschijnlijk Carel Fabritius zelf was. Het andere onbetwiste zelfportret, Zelfportret met bontmuts en kuras, kwam pas in 1924 tevoorschijn uit een Engelse privécollectie. 

## Herkomst
Misschien bevond het schilderij zich in de collectie van Govert van Slingelandt, die op 18 mei 1768 in Den Haag werd geveild, en werd het in juni 1772 aangeboden op een veiling in Parijs. Beide keren stond het werk op naam van Rembrandt.
F.J.O. Boijmans kocht het schilderij ergens in de jaren 1809-1811 als een Rembrandt. Nadat een geplande veiling van zijn collectie in 1811 niet was doorgegaan, liet hij het in 1847 na als deel van het legaat waarmee het museum Boijmans in Rotterdam werd opgericht. Zo'n tien jaar later werd het schilderij schoongemaakt. Hierbij werd de valse Rembrandtsignatuur verwijderd en kwam de naam van Fabritius aan het licht. Het zelfportret overleefde in 1864 de brand van het Schielandshuis waar het museum destijds gevestigd was, en maakt sindsdien deel uit van de vaste collectie.